# Brøndby Pop Club
Brøndby Pop Club var et spillested for rytmisk musik til gavn for unge mennesker i Brøndby og omegn. Det åbnede 7. januar 1967.
Initiativet til Brøndby Pop Club kan fra den lokale musiker Peter Isaksen, som fik Hans Otto Bisgaard med som leder af klubben, der blev stiftet den 7. november 1966. Ideen blev bakket op af Brøndbys borgmester og kommunalbestyrelse som stillede en stor gymnastiksal på Nørregårdsskolen til rådighed.
Mere end 800 unge betalte hver 6 kroner for en billet til koncerten den 7. januar 1967, men måtte også betale 4 kroner for et medlemskort til Brøndby Pop Club. Programmet den første aften var Nalle And The Big Sound, The Lollipops, Les Miserables og Peter Isaksens band Eskimoerne.
Senere kom andre kendte og spillede i Brøndby Pop Club blandt andet, Peter Belli, Sir Henry and His Butlers, og The Hitmakers og fra Sverige kom bl.a. Tages og The Shanes.
Med tiden blev musikgrupper mere og mere kendte blandt de store navne var The New Yardbirds som senere blev til Led Zeppelin, men også Ten Years After, Family, med forsangeren Roger Chapman, Jeff Beck Group og danske navne som Burnin Red Ivanhoe, Young Flowers, Ache og Alrune Rod.
Der blev designet billeder (under koncerterne) der var i alle farver der bevægede sig i alle retninger og gav en fornemmelse af uanede oplevelser/muligheder. Man behøvede ikke at være påvirket for at få en flot oplevelse.
Klubben fik et dårligt rygte, måske fordi mange lå ned og lyttede til musikken ved koncerterne, det var almindeligt den gang, i stedet for at danse til musikken ”flippede man ud” på den måde. Mange var bekymrede for om det var en narkohule, tilstrømningen aftog og der kom underskud i klubben og man måtte drejer nøglen i 1970.